# Шехаб Юніс
Шехаб Юніс (30 березня 1988) — єгипетський плавець.
Учасник Олімпійських Ігор 2012 року, де в попередніх запливах на дистанції 50 метрів вільним стилем посів 34-те місце і не потрапив до півфіналів.